# Пихтин, Александр Николаевич
Пихтин Александр Николаевич (род. 27 июня 1939, Ленинград) — специалист в области оптики полупроводников, доктор физико-математических наук (1980), профессор (1982). Основное направление научной деятельности связано с изучением эффектов, вызванных «порядком» и «беспорядком» в полупроводниковых твердых растворах гетероструктурах и квантово-размерных слоях.
В 1963 г. окончил ЛЭТИ. После окончания работал на кафедре диэлектриков и полупроводников (сейчас кафедра микро- и наноэлектроники).
Подготовил 28 кандидатов и докторов наук. Полученные научные результаты используются для разработки новых методов диагностики полупроводниковых структур. В 1988 г. организовал и возглавил спецлабораторию оптических методов. Председатель секции «Оптика полупроводников» Оптического общества им. Д. С. Рождественского.
Автор более 200 научных трудов.

## Награды
Заслуженный работник высшего образования (2000).